# ماري إيفانز (كاتبة)
ماري إيفانز (16 يوليو 1919 - 10 مارس 2017) هي شاعرة وكاتبة أمريكية من أصول أفريقية  لها صلة بحركة الفنون السوداء. تلقت إيفانز العديد من الجوائز والمنح ومن ضمنها جائزة إنجاز مدى الحياة التي قدمتها مؤسسة مكتبة إنديانابوليس العامة، عُرف شِعرها ببساطته الغنائية ومباشرة موضوعاته، كما أنها كتبت وحررت كتاب الكاتبات ذوات البشرة السوداء (1950- 1980): تقييم نقدي (دابلداي، 1984) الذي يتناول مقتطفات نقدية مهمة مسخّرة لأعمال 15 كاتبة، توفيت إيفانز بعمر 97 في إنديانابوليس في ولاية إنديانا.

## بداية حياتها وتعليمها
ولدت إيفانز في مدينة توليدو في أوهايو في 16 يوليو 1919 لوالديها ماري جاين جاكوبس وويليام ريد إيفانز، توفيت والدتها عندما كانت تبلغ من العمر سبع سنوات، شجعها والدها بقوة طوال حياتها على أن تنمي وتصقل مهاراتها الكتابية.
ارتادت إيفانز المدارس المحلية العامة حتى التحقت بجامعة توليدو في عام 1939 وتخصصت في تصميم الأزياء لكنها تركت الجامعة في عام 1941 بدون الحصول على شهادة جامعية.

## مسيرتها المهنية
بعد أن تركت إيفانز الجامعة قررت أن تمتهن صناعة الموسيقى؛ حثها هذا القرار على الانتقال إلى الساحل الشرقي حيث بدأت بالتعاون مع عدة من موسيقيي الجاز أحدهم هو ويس مونتغومري الذي كان من سكان إنديانابوليس، تركت إيفانز الساحل الشرقي في عام 1947 وانتقلت إلى إنديانابوليس، بعد استقرارها في المدينة عملت في هيئة الإسكان بمدينة إنديانا ثم التحقت بالخدمة المدنية للولايات المتحدة.
اكتسبت إيفانز سمعة سيئة كشاعرة في ستينات وسبعينات القرن العشرين وأصبحت ذات صلة بحركة الفنون السوداء التي اهتمت باستكشاف ثقافة تاريخ الأمريكيين ذوي الأصول الأفريقية من خلال الفن والأدب، يوجد أسماء أخرى بارزة بجانب إيفانز في هذه الحركة منهم أميري بركة وغويندولين بروكس ونيكي جيوفاني وإثيريدغ ونايت وهاكى آر. مادهوبوتى ولاري نيل وسونيا سانشيز وغيرهم، إن إيفانز ناشطة مهتمة بقضايا العدالة الإجتماعية وناقدة للعنصرية؛ حيث أشارت لاحقا "منذ أن كنت في الخامسة من العمر كنت واعية بأن التمييز على أساس اللون مشكلة سنسعى أنا والمجتمع في محاربتها."
في عام 1969 بدأت إيفانز سلسلة من حصص التدريس في الجامعات الأمريكية وأثناء المدة 1969-70 خدمت ككاتبة مقيمة في جامعة إنديانا - جامعة بيردو إنديانابوليس حيث درّست مقررات عن الأدب الأمريكي-الأفريقي وفي السنة اللاحقة قبلت إيفانز منصبي أستاذ مساعد وكاتب مقيم في جامعة إنديانا بمدينة بلومنغتون وأكملت التدريس فيها حتى عام 1978، انتجت وكتبت واخرجت بين عام 1968 وحتى عام 1973 برنامج تلفزيوني أسبوعي لصالح قنوات WTTW بعنوان التجربة السوداء، شرحت لاحقًا أن البرنامج كان عبارة عن محاولتها لتمثيل الأمريكيين ذوي الأصول الأفريقية وتقديمهم لأنفسهم.
تلقت إيفانز في عام 1975 درجة الدكتوراة الشرفية في الآداب الإنسانية من كلية ماريان وأكملت مشوار مهنتها التعليمية في جامعة برودو (1978-1980) ثم في جامعة واشنطن في سانت لويس (1980) ثم في جامعة كورنيل (1981-1985) ثم في جامعة نيويورك في ألباني (1985-1986) وانتهت في كلية سبيلمان.

## كتاباتها
على الرغم من أن أشهر ديوان شعري لإيفانز هو أنا امرأة سوداء (1970) والكثير من أعمالها الشعرية المبكرة قد سبقت حركة الفنون السوداء إلا أنها توافقت مع رسالة شعراء الحركة في التحرير الثقافي والنفسي والاقتصادي للسود، من مواضيع الشائعة في أشعارها الحب والفقد والوحدة والمعاناة والفخر والمقاومة، كما استخدمت " التصوير والاستعارات والبلاغة البديعية" لوصف التجربة الأمريكية-الأفريقية التي كانت مركز كتاباتها الأدبية, وشرحت ذلك بقولها "عندما أكتب فإني أكتب وفقا لعنوان كلاسيكيات شعر مارغريت واكر: من أجل شعبي."
ركزت كتابات إيفانز على مشكلة الهوية والعرق وتضمنت أشعارها عادة المرأة الأمريكية الإفريقية بالإضافة إلى ذلك فقد "عُرفت بشدتها وصراحتها الخالية من أي هراء"، بالرغم من أن أول ديوان شعري لها, أين كل الموسيقى؟ لم يجذب زخمًا نقديًا إلا أن ديوانها الثاني أنا امرأة سوداء (1970) جلب لها شهرة عالمية، نادى هذا الديوان الثاني لتغيير اجتماعي وتضمن أكثر قصائدها المنفردة شهرة "أنا امرأة سوداء" ومن قصائد إيفانز التي لا تنسى: "احتفال" و" إذا كان هنالك حزن" و"قل الحقيقة للناس" و" في روما" و"المتمرد" وغيرها، تضمنت أعمالها اللاحقة دواوين شعرية منها نجم الليل 1973-1978 (1981) الذي اُعتبر أحد أفضل دواوينها بالإضافة إلى جمع مظلم وخلاب(1992).
بدأت إيفانز باستخدام تقنيات تجريبية وتضمين تعابير اصطلاحية للأمريكيين-الأفارقة في أعمالها اللاحقة بطريقة تشجع فيها القراء على التعرف على المتحدث واحترامه، كانت قصائدها توصف بـ "الواقعية" و"الأمل" و"أحيانا ساخرة"  "حماسية"، في قصيدتها "الذي يمكنه أن يولد أسوداً" تلخص في أبيات "من الذي يمكنه أن يولد أسودا ولا يبتهج"، إضافة إلى ذلك فإن إيفانز تحدثت عن الحاجة لجعل السواد جميلًا وقويًا ففي المقطع الأخير من قصيدتها "أنا امرأة سوداء" قالت " أنا امرأة سوداء شامخة مثل شجرة السرو وقوية وصامدة بشكل يصعب تعريفه ذات مقام عال واتحدى الظروف إني خارقة ومنيعة غير قابلة للتدمير، انظر إلي وكن متجددًا" كانت أيضا معروفة بالبيت: "لم يسبق أن يتم احتوائي باستثناء أنني صنعت سجني"
بالرغم من أنها اشتهرت بكتابة الشعر إلا أنها أيضا كتبت قصصًا قصيرة وكتبًا للأطفال ومسرحيات والعديد من المقالات غير الأدبية، بالإضافة إلى أنها حررت "المختارات الأدبية الرائدة" الكاتبات ذوات البشرة السوداء (1950- 1980): تقييم نقدي (1984) وكتبت الوضوح كمفهوم: وجهة نظر شاعر(2006) والعديد من المقالات، تطرقت إيفانز في كتابتها إلى موضوع المشكلات الإجتماعية حتى في كتبها الموجهة للأطفال مثل كتاب عزيزتي كورين أخبري أحداً! مع تحياتي، آن (1999) الذي يتحدث عن  إساءة معاملة الطفل وكتاب "أنا متأخرة" (2006) الذي يتناول  موضوع الحمل في سن المراهقة.
التحفت إيفانز في عام 1975 بمستعمرة ماكدويل للكتاب وفي عام 1984 التحقت بمعزل كتاب يدو.

## الخدمة الإجتماعية
كانت ماري إيفانز ناشطة في إصلاح نظام السجون؛ حيث أنها كانت ضد عقوبة الإعدام كما أنها عملت أيضًا مع فرق مسرحية ومنظمات المجتمع المحلي، من ضمنهن مؤسسة الفتيات لإنديانابوليس الكبرى (girls, Inc.) وجمعية الشبان المسيحيين، كما تطوعت في عدة مدارس ابتدائية وثانوية.

## حياتها الشخصية
كانت إيفانز مطلقة وأم لولدين تعيش حياة هادئة في إنديانابوليس، استمتعت بعزف البيانو وأثناء المدة ما بين أربعينات وخمسينات القرن العشرين "كانت معجبة بمشهد جاز شوارع إنديانا"، بالإضافة إلى أن إيفانز كانت عضوة في كنيسة إنديانابوليس الأسقفية الميثودية الأفريقية في بيت إيل لكنها التحقت بكنيسة برودواي المتحدة الميثودية في سنواتها الأخيرة.

## وفاتها وإرثها
توفيت إيفانز بعمر 97  في إنديانابوليس بتاريخ 10 مارس 2017 وأقيمت مراسم الجنازة في كنيسة القديس لوقا الميثودية في إنديانابوليس بسبب الزحام المتوقع من الراغبين بحضور جنازتها.
كانت إيفانز تعتبر"شخصية بارزة في حركة الفنون السوداء" ومن ضمن أكثر الشعراء السود في القرن العشرين تأثيرًا، بالرغم من أنها كانت معروفة في الدائرة الأدبية للساحل الشرقي إلا أن إيفانز وشِعرها لم يكونا معروفين في انديانابوليس حيث عاشت لعدة سنوات. لاحظ ناقد أدبي أن إيفانز استخدمت "العبارات الاصطلاحية السوداء لتوصل الصوت الحقيقي لمجتمع السود وهذا ما يميز شعرها"، فاز ديوانها الشهير أنا امرأة سوداء (1970) بأول جائزة شعرية مقدمة من الأكاديمية السوداء للفنون والآداب متضمناً قصيدة "أنا امرأة سوداء". ويعتبر كتاب الكاتبات ذوات البشرة السوداء (1950-1980): تقييم نقدي "إضافة قيمة" للعمل الأكاديمي المحدود حول موضوع الكاتبات ذوات البشرة السوداء؛ حيث يحتوي الكتاب على أكثر من أربعين مقالة متعلقة بإسهامات أكثر من خمسة عشر كاتبة من ضمنهم إيفانز.

## أعمال مختارة

### الشعر:
- أين كل الموسيقى؟ (1968).
- أنا امرأة سوداء (1970).
- نجم الليل 1973-1978 (1981).
- جمع مظلم وخلاب، دار نشر نهر هارلم (1992).
- سلسلة متصلة، مطبعة السود الكلاسيكية (2007).

### كتب الأطفال:
- جي.دي (1973).
- أنظر إلي (1974).
- قصص الراب (1974).
- الغناء بالأسود: بدائل غنائية للأطفال (1979).
- جيم يطير عالياً (1979).
- عزيزتي كورين، أخبري أحداً! مع تحياتي، آن: كتاب عن الأسرار(1999).
- "أنا متأخرة": قصة لانيس ومونلايت وأليشا اللواتي لم يكن لهن سند سوى الكتب (2006).

### مسرحيات:
- نهر أغنيتي (1977).
- عيون.
- صورة رجل (1979).
- بوتشي (1979).
- المحترف (1979).
- عالَم جديد (1984).

### الأعمال غير الأدبية:
- الكاتبات ذوات البشرة السمراء(1950-1980): تقييم نقدي, نيويورك: دابلداي (1984).
- الكاتبات ذوات البشرة السمراء: جدالات ومقابلات، لندن: دار بلوتو(1984).
- الوضوح كمفهوم: وجهة نظر شاعر: مجموعة مقالات، شيكاغو: مطبعة العالم الثالث (2006).

## جوائز وتكريمات
- زمالة جون هاي ويتني 1965 -1966.
- منحة مؤسسة ودرو ويلسون 1968.
- جائزة مؤتمر الكتّاب في جامعة إنديانا 1970.
- جائزة الشعر السنوية بنسختها الأولى من الأكاديمية السوداء للفنون والآداب 1970.
- الدكتوراه الشرفية في الآداب الإنسانية من كلية ماريان 1975.
- زمالة ماكدويل.
- زمالة كوبلاند, كلية أميرست 1980.
- جائزة الكتابة الإبداعية من الصندوق الوطني للفنون 1980.
- ظهرت على طابع البريد الأوغندي  1997.
- رُشحت لجائزة غرامي لأجل ملاحظاتها على الطريق الطويل للعودة إلى الحرية: مختارات أدبية من موسيقى مجتمع السود 2002.
- تشريف أساطير مشروع إرث الأمريكيين من أصول أفريقية شمال غربي أوهايو 2007.
- جائزة إنجاز مدى الحياة للكتّاب من مؤسسة المكتبة العامة في إنديانابوليس 2015.
- رُكبت جدارية تشريفًا لإيفانز لمايكل "ألكيمي" جوردان على الجدران الخارجية لمبنى على طول شارع ماساتشوستس في إنديانابوليس 2016.